# Willa Hauswald

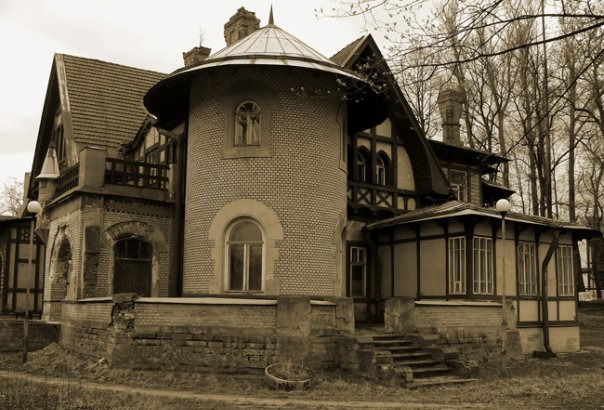
Willa Hauswald przed renowacją

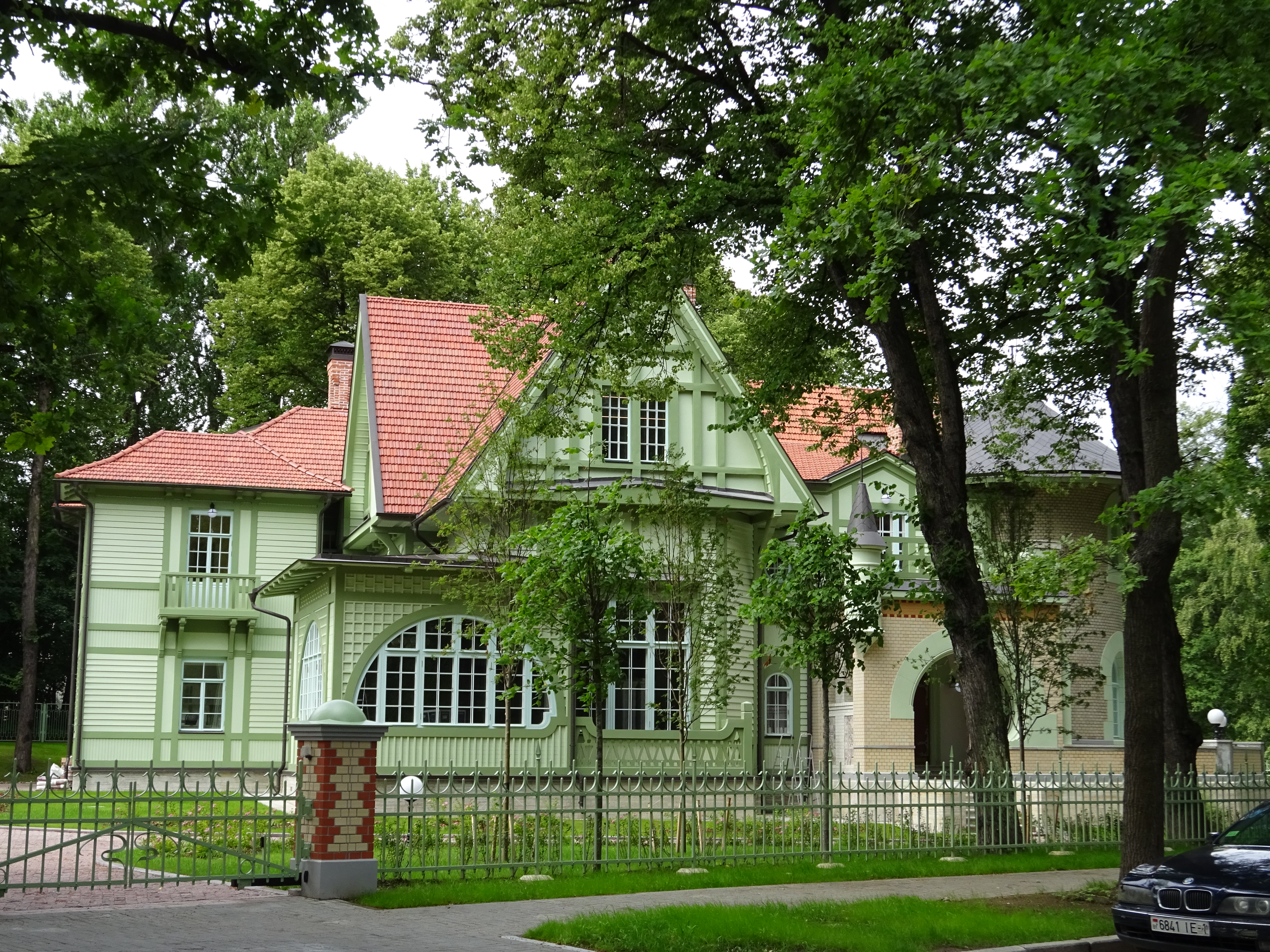
Willa Hauswald po renowacji

Willa Hauswald (ros. Дача Гаусвальд) – letnia rezydencja, położona na Wyspie Kamiennej w Petersburgu. Willa została zbudowana w 1898 roku na zlecenie zamożnego piekarza Hauswalda dla jego żony Jewgienii Karłowny Hauswald. Projekt został stworzony przez znanych architektów Władimira Czagina i Wasilija Schönego. Willa jest pierwszym secesyjnym budynkiem w Rosji.

## Historia
Wyspa Kamienna była własnością dworu carskiego. Za panowania Pawła I część terytorium wyspy podzielono na działki, które następnie władca rozdawał w dowód uznania swoim współpracownikom i dworzanom. Do 1895 r. obowiązywał zakaz sprzedaży tych terenów (mogły być jedynie dziedziczone w obrębie obdarowanych rodzin) i ograniczenia w ich zabudowywaniu. Dopiero w wymienionym roku car zezwolił na budowanie na działkach miejskich rezydencji i dacz.
W pierwszych latach po rewolucji październikowej wyspa była opuszczona, a w położonych na niej domach osiedlały się bezdomne dzieci. W 1918 roku w Willi Hauswald umieszczono trzecią kolonię dziecięcą nazwaną imieniem Łunaczarskiego. W połowie lat dwudziestych willa została przekształcona w pensjonat dla robotników Leningradzkiej Huty Metalowej.
Po upadku Związku Radzieckiego budynek został kupiony przez prywatną firmę, która od dwudziestu lat nie korzystała z niego w żaden sposób, a dom popadł w całkowitą ruinę. Po przeprowadzonych badaniach okazało się, że ponad 80% drewnianych elementów budynku zostało praktycznie zniszczonych przez pleśń. Po zapoznaniu się z ekspertyzą władze podjęły decyzję o wyburzeniu wszystkich zniszczonych konstrukcji drewnianych. Jednak tak się nigdy nie stało. W roku 2009 została przeprowadzona kolejna analiza budynku na zlecenie Komisji Ochrony Zabytków. W październiku 2017 roku rozpoczęła się całkowita renowacja budynku, która zakończyła się w sierpniu 2019 roku. Willi przywrócono kolor oliwkowy. Koszt prac, w wyniku których odrestaurowano większość oryginalnych konstrukcji drewnianych, szacuje się na 500 mln rubli. Budynek jest otwarty do zwiedzania, ale po uzgodnieniu z właścicielem.

## Opis budynku
Dwupiętrowy budynek ma w sobie wiele charakterystycznych cech stylu secesyjnego, na przykład asymetryczny układ. Zbudowany został z cegły i drewna, elewacja udekorowana została murem pruskim. Od strony północno-wschodniej znajduje się stylizowana narożna wieża.

## Willa Hauswald w filmie
Na początku lat 80. XX wieku w willi kręcono „Przygody Sherlocka Holmesa i doktora Watsona: Skarby Agry” (dom Irene Adler) w reżyserii Igora Maslennikowa oraz radziecki film „Nietoperz”, nakręcony w 1979 roku przez reżysera Jana Frida na podstawie operetki Johanna Straussa „Zemsta nietoperza”.